# إيشين تشيبا
إيشّين تشيبا (千葉一伸 تشيبا إيشّين) هو مؤدي أصوات ياباني ولد في 13 سبتمبر 1968 في كيسين-نوما، مياغي.

## أدواره في الأنمي

### مسلسلات أنمي تلفزيونية
- فانتوم: ريكوييم فور ذا فانتوم - سايث ماستر
- ون بيس - ميكازوكي، هاموند
- برج درواغا 〜the Sword of URUK〜 - سورد أوف بلاد
- سباق التحدي - تاكا
- دوت هاك ساين - الفارس الفضي
- دوت هاك روتس - ناسوبي, الفارس الفضي
- جونجو رومانتيكا - كييتشي سومي
- أمير التنس - مايكل لي
- دي جرايمان - رقم 65
- ساموراي تشامبلو - إيتشييمون
- غاد غارد - ريتشي، شاركس
- غريت تيتشر أونيزوكا - ريوجي دانما, هيروشي كوتشاتاني
- التقرير المتنقل الجديد جاندام وينج - أحمد، جنرال سيبتيم
- البدلة المتنقلة جاندام سيد - أرنولد نويمان, ريدنيل كيساكا، يوري أمالفي
- البدلة المتنقلة جاندام سيد ديستني - أرنولد نويمان، ريدنيل كيساكا
- ناروتو - مراقب امتحان التشونين
- بليتش - كوغا كوتشيكي
- كيشين تايسن جيجانتيك فورميولا - ماكيو ماكابي
- دانس إن ذا فامباير باند - سييتشي هيراي
- جنود السايبورغ - شينيتشي
- AVENGER - بارن
- شيكاباني هيمي: كورو - كوراي
- أختي لا يمكن لها أن تكون بهذه الظرافة - مؤلف حبكة المسلسل
- أكسل وورلد - أرايا
- فيت/زيرو - نوريكاتا إميا
- بلاستر - يخضور
- كاراكوري كيدن هيو سنكي - الأسد الزعيم
- التلميذ المتخلف في ثانوية السحر - هاجيمي تسوكاسا
- معرض الفن المزيف - فوناكوشي

### أونا أنمي
- سينت سيا: سول أوف غولد - إيكسنير سورتر

### أوفا أنمي
- التقرير المتنقل الجديد جاندام وينج: إندليس والتز - أحمد

## أدواره في ألعاب الفيديو
- سلسلة ألعاب تيكن
  - تيكن 3 - جين كازاما
  - تيكن تاغ تورنمنت - جين كازاما
  - تيكن 4 - جين كازاما
  - تيكن 5 - جين كازاما
  - تيكن 5: دارك ريزوركشن - جين كازاما
  - تيكن 6 - جين كازاما
  - تيكن تاغ تورنمنت 2 - جين كازاما
- ستريت فايتر X تيكن - جين كازاما
- بروجكت X زون - جين كازاما

- - تيكن 7 - جين كازاما

## أدواره في الدبلجة اليابانية
- باتمان: الجرأة و الشجاعة - جيسون بلاد, إيتريغان

## وصلات خارجية
- إيشين تشيبا على موقع IMDb (الإنجليزية)
- إيشين تشيبا على موقع ميوزك برينز (الإنجليزية)
- إيشين تشيبا على موقع قاعدة بيانات الفيلم (الإنجليزية)
- إيشين تشيبا على موقع ANN person (الإنجليزية)